# Севил (Охајо)
Севил (енгл. Seville) град је у америчкој савезној држави Охајо.

## Демографија
По попису из 2010. године број становника је 2.296, што је 136 (6,3%) становника више него 2000. године.
| Група             | 2000.         | 2010.         |
| Белци             | 2.129 (98,6%) | 2.203 (95,9%) |
| Афроамериканци    | 4 (0,2%)      | 16 (0,7%)     |
| Азијати           | 4 (0,2%)      | 11 (0,5%)     |
| Хиспаноамериканци | 14 (0,6%)     | 35 (1,5%)     |
| Укупно            | 2.160         | 2.296         |